# Pipa
Pipa je lesen, glinen (včasih tudi iz kosti) pripomoček, ki ga mnoga ljudstva uporabljajo za kajenje različnih substanc.
Znamenita je Magrittova sur-realistična podoba »Ceci n'est pas une pipe« .